# Мишаткин, Павел Филатович
Павел Филатович Мишаткин — советский литовский хозяйственный деятель, Герой Социалистического Труда.

## Биография
Родился в 1924 году в селе Быково-Отрог. Член КПСС с 1945 года.
Участник Великой Отечественной войны: автоматчик 110-го гвардейского стрелкового полка 38-й гвардейской стрелковой дивизии
В 1948—1952 — мастер Мурманского судостроительного завода.
В 1952—1975 — мастер, начальник цеха Балтийского судостроительного завода Министерства судостроительной промышленности СССР в Клайпеде Литовской ССР.
Указом Президиума Верховного Совета СССР от 1 октября 1965 года присвоено звание Героя Социалистического Труда с вручением ордена Ленина и золотой медали «Серп и Молот».
Умер в 1975 году в Клайпеде.

## Награды и звания
- Герой Социалистического Труда (01.10.1965)
- Орден Ленина (01.10.1965)
- Орден Красной Звезды (15.05.1945)